# نیروگاه برق آبی کوجک
نیروگاه برق آبی کوجک (به لاتین: Kozjak Hydro Power Plant) یک نیروگاه برقابی و سد در مقدونیه شمالی است که در Želino Municipality واقع شده‌است.